# 戴捷春
戴捷春，是中國清朝官員，於咸豐十一年（1861年）上任淡水廳大甲中軍守備，福建長汀縣人，為台灣清治時期的地方官員，該官職主要從事大甲地區武職事務，品等不高，只為正七品以下。
| 前任： 陳連春 | 淡水廳大甲守備 1861年上任 | 繼任： 洪金元 |